# Idiocera theowaldi
Idiocera theowaldi är en tvåvingeart som beskrevs av Evgenyi Nikolayevich Savchenko 1982. Idiocera theowaldi ingår i släktet Idiocera och familjen småharkrankar. Inga underarter finns listade i Catalogue of Life.